# Castle Lodge

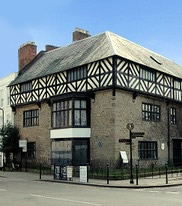
Castle Lodge.

Castle Lodge est une maison médiévale Tudor et de transition architecturale élisabéthaine à Ludlow, Shropshire, située à proximité du château de Ludlow, au Royaume-Uni. Des scènes de la version cinématographique de 1965 de Moll Flanders ont été tournées ici. Castle Lodge possède l'une des plus grandes collections de boiseries en chêne d'Angleterre et date du début du XIIIe siècle, reconstruite en 1580. À l'époque Tudor, c'était la maison du maître des requêtes d'Élisabeth Ire et était autrefois utilisée comme prison.

## Connexions royales supposées
Il n'y a aucune preuve documentaire de l'opinion largement répandue selon laquelle Castle Lodge était la résidence de Catherine d'Aragon lorsqu'elle était mariée au prince Arthur ou lorsqu'elle était veuve. Le bâtiment n'a été construit que dans les années 1570, 60 ans plus tard que toute occupation possible par Catherine, le dernier étage étant ajouté au début du XVIIe siècle. Le couple vivait dans des appartements adjacents à la grande salle du château de Ludlow. En 1509, elle épousa Henri VIII, le frère cadet d'Arthur après la mort d'Arthur des suites de la suette en 1502. Entre ces événements, Catherine a vécu à Durham House à Londres.

## Possession
Castle Lodge a été une propriété privée tout au long de son histoire et était un hôtel jusqu'à la Seconde Guerre mondiale. Le Lodge a été rouvert au public en 1999, après quoi plus de 100 000 £ ont été dépensés pour la restauration du bâtiment par le propriétaire Bill Pearson. Pearson a eu du mal à trouver des financements publics ou privés pour l'entretien du bâtiment et a élaboré des plans pour reconvertir Castle Lodge en hôtel. Néanmoins, ces plans ne se sont jamais concrétisés, un échec que Pearson attribue au manque de soutien des entreprises locales, déclarant que « si [Castle Lodge] était ailleurs que Ludlow, nous obtiendrions une subvention de 1 000 £ par semaine pour le faire. » Pearson a affirmé que si ses projets d'hôtel étaient rejetés, « Castle Lodge sera au bout du rouleau. Ce sera la fin. »
En octobre 2019, il a été annoncé que la propriété avait de nouveaux propriétaires qui avaient commencé à entreprendre le processus de consentement nécessaire en vue de convertir Castle Lodge en un hôtel de charme. Depuis février 2020, Castle Lodge est fermé au public pendant la restauration et la rénovation.

## Utilisation au cinéma
Une adaptation cinématographique de 1965 intitulée Les Aventures amoureuses de Moll Flanders mettait en vedette Kim Novak dans le rôle de Moll Flanders et Richard Johnson dans le rôle de Jemmy avec Angela Lansbury dans le rôle de Lady Blystone, avec George Sanders comme banquier et Lilli Palmer dans le rôle de Dutchy à eu certaines de ses scènes tournées à Castle Lodge[réf. nécessaire].